# Royal Lakes (Illinois)
Royal Lakes es una villa ubicada en el condado de Macoupin en el estado estadounidense de Illinois. En el Censo de 2010 tenía una población de 197 habitantes y una densidad poblacional de 148,56 personas por km².

## Geografía
Royal Lakes se encuentra ubicada en las coordenadas 39°6′48″N 89°57′31″O / 39.11333, -89.95861. Según la Oficina del Censo de los Estados Unidos, Royal Lakes tiene una superficie total de 1.33 km², de la cual 1.21 km² corresponden a tierra firme y (8.98%) 0.12 km² es agua.

## Demografía
Según el censo de 2010, había 197 personas residiendo en Royal Lakes. La densidad de población era de 148,56 hab./km². De los 197 habitantes, Royal Lakes estaba compuesto por el 31.47% blancos, el 64.47% eran afroamericanos, el 0.51% eran amerindios, el 0.51% eran asiáticos, el 0% eran isleños del Pacífico, el 1.52% eran de otras razas y el 1.52% pertenecían a dos o más razas. Del total de la población el 2.54% eran hispanos o latinos de cualquier raza.